# BAFTA 2004
A 57.ª cerimônia do British Academy Film Awards, mais conhecida como BAFTA 2004, foi realizada em 15 de fevereiro de 2004 no Royal Albert Hall, em Londres, sob produção da British Academy of Film and Television Arts (BAFTA), e celebrou as melhores contribuições, britânicas e internacionais, à industria do cinema no ano de 2003.
The Lord of the Rings: The Return of the King venceu as categorias de melhor filme, roteiro adaptado, fotografia e efeitos visuais, além do prêmio do público. Também se destacaram Lost in Translation, Cold Mountain, Love Actually e Master and Commander: The Far Side of the World.

## Indicados e vencedores
| Melhor Filme | Melhor Diretor |
| --- | --- |
| - The Lord of the Rings: The Return of the King - Big Fish - Cold Mountain - Lost in Translation - Master and Commander: The Far Side of the World | - Peter Weir – Master and Commander: The Far Side of the World - Tim Burton – Big Fish - Sofia Coppola – Lost in Translation - Peter Jackson – The Lord of the Rings: The Return of the King - Anthony Minghella – Cold Mountain                             |
| Melhor Ator | Melhor Atriz |
| - Bill Murray – Lost in Translation como Bob Harris - Benicio del Toro – 21 Grams como Jack Jordan - Johnny Depp – Pirates of the Caribbean: The Curse of the Black Pearl como Jack Sparrow - Jude Law – Cold Mountain como W. P. Inman - Sean Penn – 21 Grams como Paul Rivers - Sean Penn – Mystic River como Jimmy Markum | - Scarlett Johansson – Lost in Translation como Charlotte - Scarlett Johansson – Girl with a Pearl Earring como Griet - Anne Reid – The Mother como May - Uma Thurman – Kill Bill como Beatrix Kiddo - Naomi Watts – 21 Grams como Cristina Peck             |
| Melhor Ator Coadjuvante | Melhor Atriz Coadjuvante |
| - Bill Nighy – Love Actually como Billy Mack - Paul Bettany – Master and Commander: The Far Side of the World como Stephen Maturin - Albert Finney – Big Fish como Edward Bloom - Ian McKellen – The Lord of the Rings: The Return of the King como Gandalf - Tim Robbins – Mystic River como Dave Boyle                     | - Renée Zellweger – Cold Mountain como Ruby Thewes - Holly Hunter – Thirteen como Melanie Freeland - Laura Linney – Mystic River como Annabeth Markum - Judy Parfitt – Girl with a Pearl Earring como Maria Thins - Emma Thompson – Love Actually como Karen |
| Melhor Roteiro Original | Melhor Roteiro Adaptado |
| - The Station Agent – Tom McCarthy - 21 Grams – Guillermo Arriaga - Les Invasions barbares – Denys Arcand - Finding Nemo – Bob Peterson, David Reynolds e Andrew Stanton - Lost in Translation – Sofia Coppola | - The Lord of the Rings: The Return of the King – Philippa Boyens, Peter Jackson e Fran Walsh - Big Fish – John August - Cold Mountain – Anthony Minghella - Girl with a Pearl Earring – Olivia Hetreed - Mystic River – Brian Helgeland                     |
| Melhor Cinematografia | Melhor Filme Britânico |
| - The Lord of the Rings: The Return of the King - Cold Mountain - Girl with a Pearl Earring - Lost in Translation - Master and Commander: The Far Side of the World | - Touching the Void - Cold Mountain - Girl with a Pearl Earring - In This World - Love Actually |
| Melhor Trilha Sonora | Melhor Sonografia |
| - Cold Mountain – T-Bone Burnett e Gabriel Yared - Girl with a Pearl Earring – Alexandre Desplat - Kill Bill – RZA - The Lord of the Rings: The Return of the King – Howard Shore - Lost in Translation – Brian Reitzell e Kevin Shields                                                                                     | - Master and Commander: The Far Side of the World - Cold Mountain - Kill Bill - The Lord of the Rings: The Return of the King - Pirates of the Caribbean: The Curse of the Black Pearl                                                                       |
| Melhor Direção de Arte | Melhores Efeitos Visuais |
| - Master and Commander: The Far Side of the World - Big Fish - Cold Mountain - Girl with a Pearl Earring - The Lord of the Rings: The Return of the King | - The Lord of the Rings: The Return of the King - Big Fish - Kill Bill - Master and Commander: The Far Side of the World - Pirates of the Caribbean: The Curse of the Black Pearl                                                                            |
| Melhor Figurino | Melhor Maquiagem e Caracterização |
| - Master and Commander: The Far Side of the World - Cold Mountain - Girl with a Pearl Earring - The Lord of the Rings: The Return of the King - Pirates of the Caribbean: The Curse of the Black Pearl | - Pirates of the Caribbean: The Curse of the Black Pearl - Big Fish - Cold Mountain - Girl with a Pearl Earring - The Lord of the Rings: The Return of the King                                                                                              |
| Melhor Edição | Melhor Filme Estrangeiro |
| - Lost in Translation - 21 Grams - Cold Mountain - Kill Bill - The Lord of the Rings: The Return of the King | - In This World ( Reino Unido) - Les Invasions barbares ( Canadá) - Good Bye, Lenin! ( Alemanha) - Sen to Chihiro no kamikakushi ( Japão) - Être et avoir ( França) - Les triplettes de Belleville ( Canadá)                                                 |
| Melhor Curta-Metragem em Animação | Melhor Curta-Metragem |
| - Jo Jo in the Stars - Dad's Dead - Dear, Sweet Emma - Nibbles - Plumber | - Brown Paper Bag - Bye-Child - Nits - Sea Monsters - Talking with Angels |